# Rodriguez Ponce de Léon
Pour les articles homonymes, voir Ponce de León.
Rodriguez Ponce de Léon (en espagnol : Rodríguez Ponce de León) est un vice-roi de Valence de 1642 à 1645 et vice-roi de Naples de 1646 à 1648 espagnol. Il est né le 1602 et mort en 1658.
Il provoqua en 1647, par ses exactions et son insolence, l'insurrection de Masaniello. Il réussit à la réprimer, mais n'en tomba pas moins en disgrâce et fut remplacé.